# Song Duk-ki

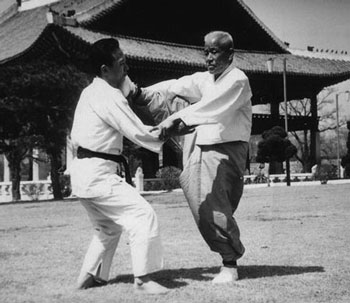

Song Duk-ki (sinh ngày 19 tháng 1 năm 1893 - mất ngày 23 tháng 7 năm 1987) là 1 võ sư Taekkyeon của Hàn Quốc đã có công trong việc phục dựng và phát triển môn võ Taekkyeon sau thời kì Nhật đô hộ Triều Tiên. Ông được công nhận là "di sản văn hóa sống" của Hàn Quốc và võ sư Hàn Quốc duy nhất được công nhận danh hiệu này.

## Tiểu sử
Song Duk-ki ngày 19 tháng 1 năm 1893 tại Seoul. Năm 12 tuổi, Song Duk-ki bắt đầu tập luyện Taekkyeon và về sau còn tập thêm Gungdo. Năm 1958, ông đã trình diễn Taekkyeon trước mặt Tổng thống Li Sung-man vào ngày sinh nhật của Tổng thống cùng với Kim Sung-hwan.